# Hermógenes de Moscú
Hermógenes, o Guermoguén (en ruso: Гермоген; antes de 1530 - 17 de febrero de 1612), fue Patriarca de Moscú y toda Rusia desde 1606. Fue el personaje que inspiró la revuelta popular que puso fin al Período Tumultuoso. 
En el Sínodo Sagrado de 1589, que estableció el patriarcado de Moscú, Hermógenes fue nombrado metropolitano de la recientemente conquistada ciudad de Kazán. 
En 1606, Hermógenes fue llamado por Dimitri I para formar parte de la Duma de los boyardos (Boyárskaya Duma) recientemente instituida en Moscú. Aquí se enteró del deseo del zar de casarse con una mujer católica, Marina Mniszech, declarándose en contra de esta alianza. Por este motivo fue exiliado de la capital, sólo para volver con grandes honores meses después, cuando el falso zar fue derrocado, y a su vez, el Patriarca Ignacio.
Con el establecimiento del patriarcado de Moscú en 1606, por el Santo Concilio local estuvo elevado al rango del Patriarca. Durante el reinado de Basilio IV (Vasili Shuiski), Hermógenes generalmente apoyó los esfuerzos del zar para pacificar el país, anatemizando a Iván Bolótnikov y su ejército. Cuando Basilio fue destronado por los Siete boyardos y los polacos tomaron el control del Kremlin de Moscú, Hermógenes rechazó firmemente los planes de éstos de nombrar zar a Vladislao IV Vasa, a menos que se convirtiera a la ortodoxia. A pesar de las amenazas de algunos boyardos, rehusó firmar ninguna petición al rey polaco, impidiendo a Vladislao ser coronado.
En diciembre de 1610 Hermógenes distribuyó cartas a varias ciudades rusas, urgiendo al populacho a levantarse contra los polacos. Cuando el Primer Ejército de Voluntarios del Pueblo de Prokopi Liapunov finalmente llegó a Moscú, desafió las exhortaciones polacas para que anatemizara al ejército. A pesar de haber sido amenazado con la pena de muerte, maldijo a los católicos y mostró su apoyo a Liapunov. Después de esto, fue arrestado por los polacos y confinado en el monasterio Chúdov del Kremlin de Moscú. Aquí escuchó hablar del nuevo ejército de voluntarios que habían reunido Kuzmá Minin y Dmitri Pozharski, y los bendijo. A raíz de este hecho, fue golpeado y dejado morir de hambre. Tras el asedio de Kremlin las tropas rusas no lograron liberarlo a su Patriarca a tiempo. Murió por inanición el 17 de febrero de 1612.
Lo sepultaron en el monasterio Chúdov y en 1654 sus reliquias fueron transferidas a la Catedral de la Dormición en el Kremlin. El Patriarca Hermógenes fue canonizado el 12 de mayo de 1913, el año de la celebración del tercer centenario de la dinastía Románov.